# Андрияшевка (Сумская область)
Андрия́шевка (укр. Андріяшівка) — село, Андрияшевская сельская община, Роменский район, Сумская область, Украина.
Код КОАТУУ — 5924181101. Население по переписи 2024 года составляло 1337 человек.
Является административным центром Андрияшевской сельской общины.

## Географическое положение
Село Андрияшевка находится на левом берегу реки Сула, выше по течению на расстоянии в 1 км расположено село Мельники, ниже по течению на расстоянии в 2,5 км расположено село Гудымы, на противоположном берегу — село Глинск. Река в этом месте извилистая, образует лиманы, старицы и заболоченные озёра. Рядом проходят автомобильная дорога Т-1907 и железная дорога, станция Андрияшевка.

## История
Село Андрияшевка впервые упоминается в Переписных книгах в 1666 году. В XIX веке село Андрияшевка было волостным центром Андрияшевской волости Лохвицкого уезда Полтавской губернии. В селе была Михайловская церковь.
Священнослужители Михайловской церкви:
- 1748-1751 — священник Михаил Самойлович
- 1748-1751 — священник Григорий Яковлевич Дрозд (умер до 1794)
- 1751 — диакон Григорий Иванович
- 1751 — дьячок Максим Карповский
- 1751 — дьячок Алексей Дубровский
- 1786—1789 — священник Григорий Иванович Яновский (1794 — остающийся на пропитании священник)
- 1786—1801 — священник Павел Григорьевич Яновский
- 1786—1801 — стихарный дьячок Иван Григорьевич Дрозд
- 1786—1801 — пономарь Яков Григорьевич Яновский
- 1794 — священник Василий Григорьевич Яновский (умер до 1801)
- 1794—1801 — стихарный дьячок Леонтий Михайловский
- 1801 — священник Николай Кондратьевич Самчевский
- 1801 — диакон Кузьма Григорьевич Яновский
- 1860—1863 — священник Иван Михайлович Прочаев
- 1860—1863 — диакон Павел Васильевич Перехожинский
- 1860—1862 — пономарь Михаил Иванович Яновский
- 1890 — священник Феодосий Тройницкий
- 1890—1909 — священник Павел Овсиевский
- 1890-1915 - псаломщик Пётр Сергиевский (1915-1918 - диакон)
- 1891—1895 — священник Андрей Богданович
- 1891—1909 — диакон Иван Постовойтов (1915—1918 — священник)
- 1899 — священник Лев Чумаковский
- 1905—1918 — священник Порфирий Писаренко
- 1918 — псаломщик Григорий Гусак[3]

## Экономика
- Молочно-товарная ферма.
- Андрияшевский хлебозавод.
- ООО «Агросистема плюс».
- Фермерское хозяйство «Урожай».
- «Меркурий», фермерское хозяйство.

## Объекты социальной сферы
- Школа.
- Дом культуры.
- Стадион
- Отделение связи
- Пожарная часть
- Детский сад
- Библиотека

## Известные люди
- Шевченко Михаил Никитович (1905—1983) — Герой Советского Союза, детство провёл в селе Андрияшевка.